# Martorelles
Martorelles ist eine katalanische Gemeinde in der Provinz Barcelona im Nordosten Spaniens. Sie liegt in der Comarca Vallès Oriental.

## Weblinks

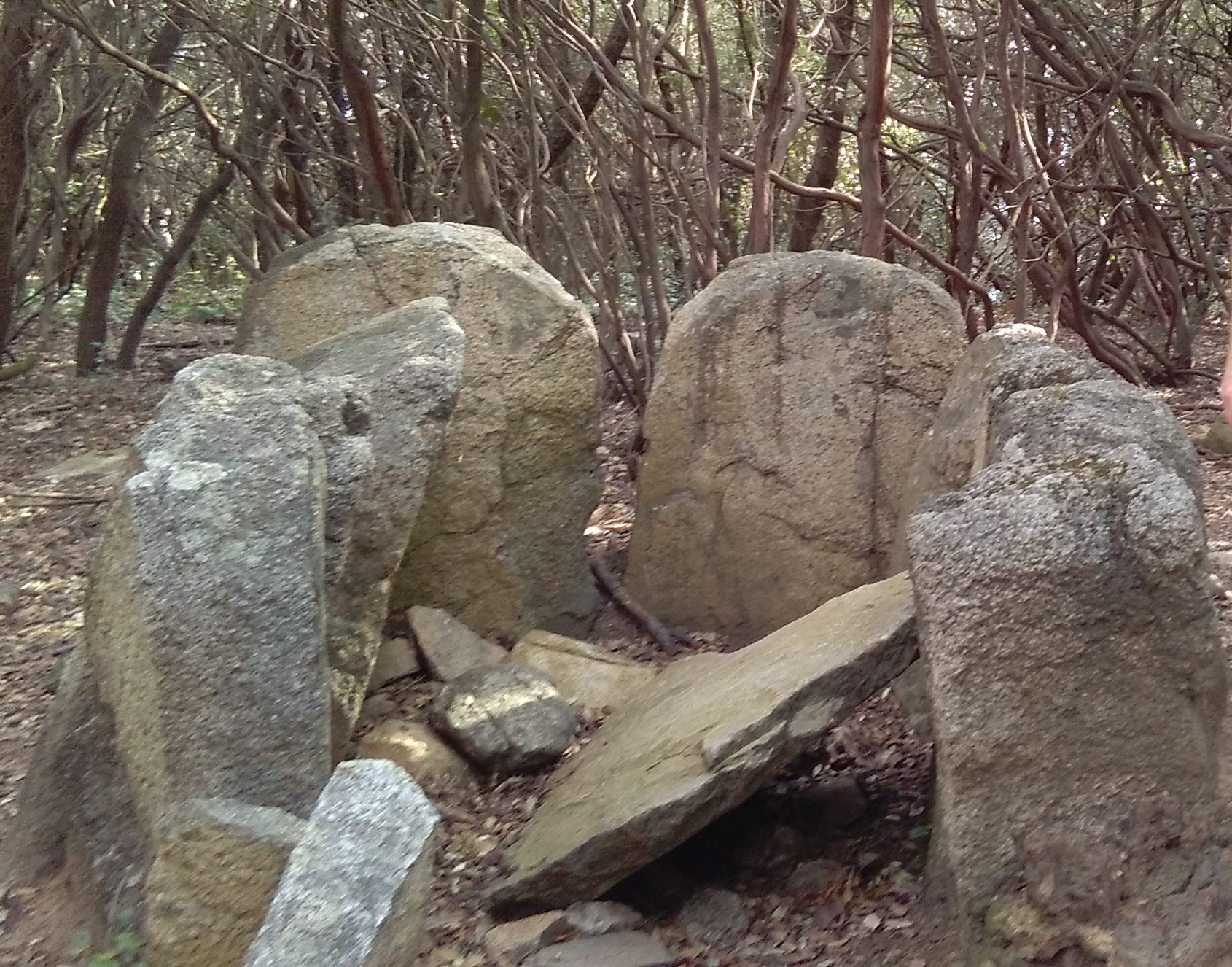
Dolmen von Can Gurri
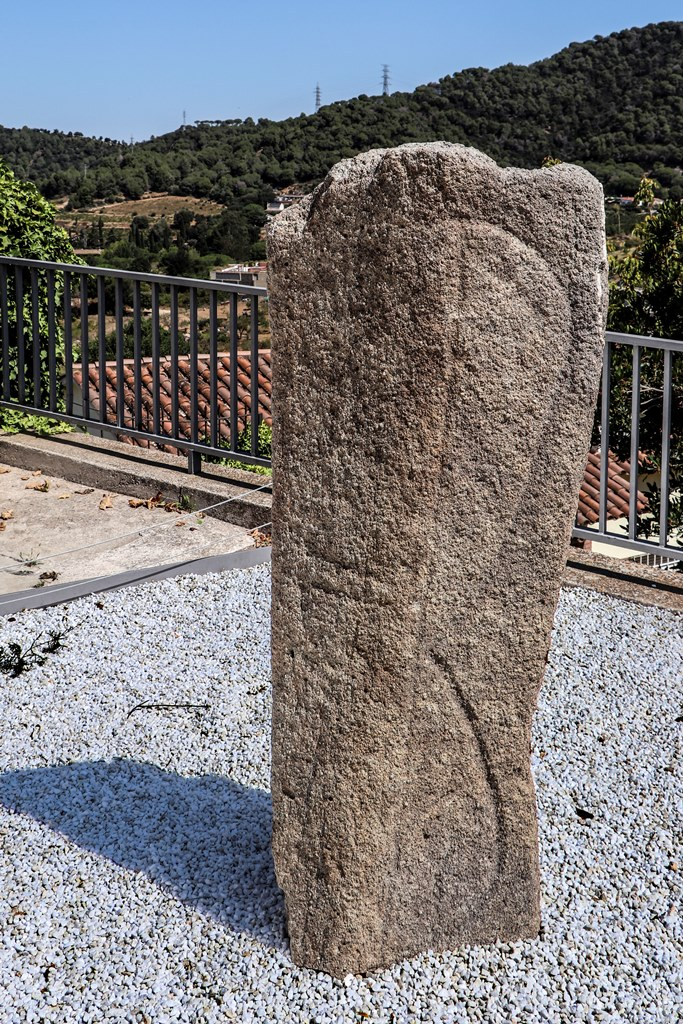
Menhir von Castellruf
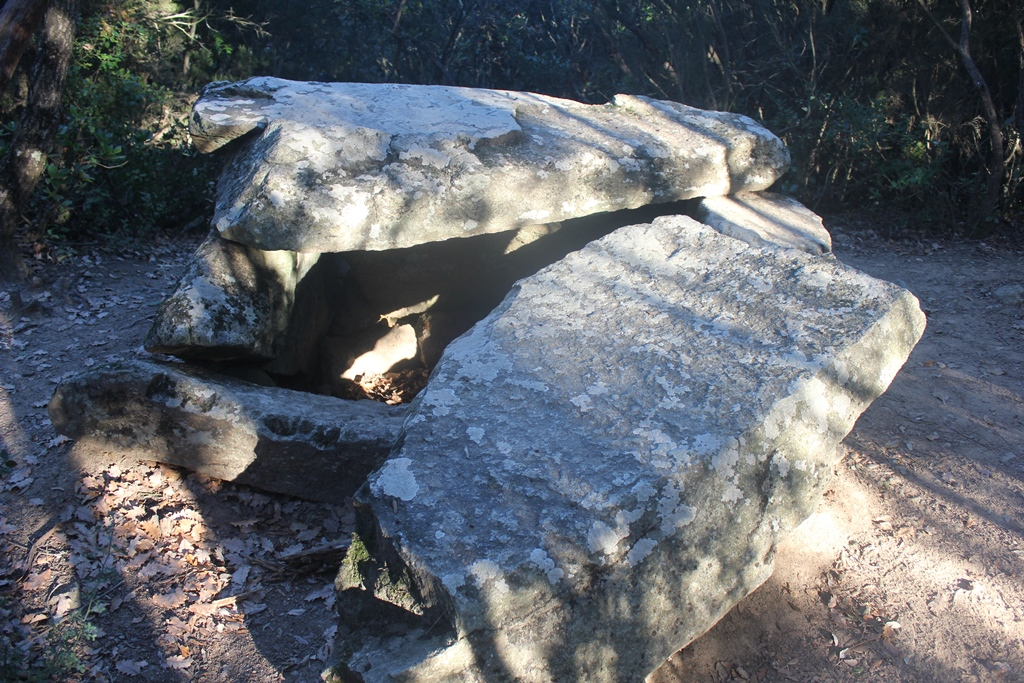
Dolmen von Castellruf